# Bohr (månekrater)
Bohr er et nedslagskrater på Månen. Det befinder sig på Månens forside nær den vestlige rand i det område, hvis synlighed er påvirket af libration. Det er opkaldt efter den danske fysiker Niels Bohr (1885 – 1962).
Navnet blev officielt tildelt af den Internationale Astronomiske Union (IAU) i 1970.
Observation af krateret rapporteredes første gang i 1963 af Arthur og Ewen Whitaker i værket Rectified Lunar Atlas.

## Omgivelser
Bohrkrateret er forbundet med den sydvestlige rand af det større Vasco da Gamakrater og mod syd med Einsteinkrateret, som er navngivet efter fysikerkollegaen.

## Karakteristika
Kraterets rand er nedslidt og eroderet, og der ligger et par små, skålformede kratere over den vestlige rand. Randen mod nordøst støttes af Vasco da Gama-krateret, men resten danner en irregulær ring af ujævn overflade. Sydvest for Bohr løber dalen Vallis Bohr i nord-sydlig retning. Denne lange kløft er sandsynligvis opstået i forbindelse med dannelsen af Mare Orientale længere mod syd.

## Måneatlas
- Billeder af Bohrkrateret i LPI-måneatlasset